# قانون اساسی صربستان
قانون اساسی صربستان (صربی: [Устав Републике Србије, Ustav Republike Srbije] Error: {{Lang}}: متن دارای نشانه‌گذاری ایتالیک است (راهنما)) عالی‌ترین قانون کشور صربستان است. این قانون در سال ۲۰۰۶ تصویب و جایگزین قانون اساسی سال ۱۹۹۰ شد. انتخاب قانون اساسی جدید در سال ۲۰۰۶ به دلیل جدایی مونته‌نگرو و تجزیه کشور صربستان و مونته‌نگرو بود.